# District de Tolna
Le district de Tolna (en hongrois : Tolnai járás) est un des 6 districts du comitat de Tolna en Hongrie. Il compte 18 210 habitants et rassemble 4 localités : 3 communes et une seule ville dont Tolna, son chef-lieu.

## Localités
- Bogyiszló
- Fadd
- Fácánkert
- Tolna